# Indiana Jones and His Desktop Adventures
Indiana Jones and His Desktop Adventures (Indiana Jones y sus Aventuras de Escritorio) es un videojuego de aventuras de 1996. Desktop Adventures se creó para ejecutarse en forma de ventana en el escritorio para limitar el uso de memoria y permitir al jugador realizar otras tareas. Este juego fue el primer juego de Desktop Adventures, y fue seguido por Star Wars: Yoda Stories en 1997.

## Trama
El juego se desarrolla a mediados de la década de 1930 en América Central con una variedad de personajes, acertijos y resultados. La trama, el tamaño y la dirección de cada juego se generan aleatoriamente al principio, con ubicaciones y elementos diferentes cada vez, aunque cada historia tiene una resolución preescrita.

## Gameplay
El área de juego se muestra desde una perspectiva aérea. Indiana Jones, controlada por el jugador, se limita al movimiento ortogonal, que se controla con las teclas de flecha o con el mouse. El mouse también se usa para otras acciones, como administrar el inventario y usar armas. Cada escenario se genera aleatoriamente seleccionando cada elemento (como el elemento que Indiana Jones debe recolectar en cada etapa de la aventura) de un conjunto de posibilidades. Después de ganar, el jugador puede continuar explorando la configuración.

## Recepción
Trent Ward, de GameSpot, consideró que el juego tenía imágenes y audio de baja calidad, pero que posiblemente era útil para pasar el tiempo. La revista Billboard mencionó el entorno generado aleatoriamente del juego y su público objetivo de "jugadores en movimiento", y lo consideró "Un título poco ambicioso que te atrapará". Un crítico de Next Generation señaló que los escenarios generados al azar son esencialmente repetitivos, y se quejó del hecho de que el personaje del jugador no puede disparar en diagonal, pero los enemigos sí. Concluyó: "Todo esto dicho, sin embargo, el juego solo cuesta alrededor de 12 dólares y si no esperas demasiado, es bastante divertido. La idea subyacente es sólida, y si no te importa la repetición, compruébalo".
Charles Ardai de Computer Gaming World escribió: "Para un genio, George Lucas tiene muchas malas ideas. [...] Hace algún tiempo, alguien de su división de juegos de computadora debió acercarse a él y decirle: 'Hey, vamos a sacar un juego de aventuras RPG realmente simple y generado aleatoriamente, pegue un látigo en la mano del personaje principal, use el el nombre de Indiana Jones – y haz que se vea realmente feo. Y Lucas debe haber dicho: "Me parece bien". Ardai escribió que los fanáticos de Indiana Jones pueden disfrutar el tema musical presentado en el juego, pero concluyó que el juego era "vergonzosamente retro", con su "juego demasiado simplista; visuales y sonidos crudos" y "estereotipos étnicos ridículos".
Rob Tribe de PC Zone lo calificó de "muy, muy adictivo", aunque, al igual que Next Generation, criticó el hecho de que el personaje del jugador no puede disparar en diagonal, pero los enemigos sí.
En 1996, Computer Gaming World declaró que Indy's Desktop Adventures era el décimo quinto peor juego de computadora jamás lanzado.